# Coopérative d'exploitation et de répartition pharmaceutique
La Coopérative d'exploitation et de répartition pharmaceutique (ou CERP) est un réseau de grossistes répartiteurs en pharmacie.
Ce réseau comprend notamment en France Métropolitaine 3 entreprises : la CERP Bretagne Atlantique (BA), la CERP Rhin Rhône Méditerranée (RRM) et la CERP Rouen.